# Canadian Premier League 2024
La Canadian Premier League 2024 è stata la sesta edizione del massimo campionato di calcio canadese. Il campionato è iniziato il 13 aprile 2024 ed è terminato il 9 novembre successivo.
Il Forge è la squadra campione in carica. Il campionato è stato vinto dal Cavalry, per la prima volta nella sua storia.

## Stagione

### Novità
Alla stagione prendono parte le stesse otto squadre dell'edizione 2023, non essendo previsto un sistema di promozioni e retrocessioni.

### Formula
Il campionato prevede un doppio girone all'italiana, con ogni squadra che gioca due partite in casa e due in trasferta contro ciascuna delle sette avversarie, per un totale di 28 giornate. Le prime cinque classificate della stagione regolare si qualificano per i play-off, che combinano una parte del tabellone ad eliminazione diretta e una a doppia eliminazione. Tutte le gare dei play-off sono giocate in gara singola. La vincente dei play-off è campione del Canada e si qualifica per la CONCACAF Champions Cup 2025, insieme con la prima classificata della stagione regolare.

## Squadre partecipanti
| Club            | Città    | Provincia           | Stadio                       | Stagione precedente                                    |
| --------------- | -------- | ------------------- | ---------------------------- | ------------------------------------------------------ |
| Atlético Ottawa | Ottawa   | Ontario             | TD Place Stadium             | 6° nella stagione regolare                             |
| Cavalry         | Calgary  | Alberta             | ATCO Field                   | 1° nella stagione regolare, finale dei play-off        |
| Forge           | Hamilton | Ontario             | Tim Hortons Field            | 2° nella stagione regolare, campione del Canada        |
| HFX Wanderers   | Halifax  | Nuova Scozia        | Wanderers Grounds            | 3° nella stagione regolare, secondo turno dei play-off |
| Pacific         | Victoria | Columbia Britannica | Westhills Stadium (Langford) | 4° nella stagione regolare, semifinale dei play-off    |
| Valour          | Winnipeg | Manitoba            | IG Field                     | 8° nella stagione regolare                             |
| Vancouver FC    | Langley  | Columbia Britannica | Willoughby Community Park    | 7° nella stagione regolare                             |
| York Utd        | York     | Ontario             | York Lions Stadium           | 5° nella stagione regolare, primo turno dei play-off   |

## Classifica
|  | Pos. | Squadra         | Pt | G  | V  | N  | P  | GF | GS | DR  |
|  | ---- | --------------- | -- | -- | -- | -- | -- | -- | -- | --- |
|  | 1.   | Forge           | 50 | 27 | 15 | 5  | 7  | 45 | 30 | +15 |
|  | 2.   | Cavalry         | 45 | 27 | 11 | 12 | 4  | 37 | 26 | +11 |
|  | 3.   | Atlético Ottawa | 43 | 27 | 11 | 10 | 6  | 42 | 31 | +11 |
|  | 4.   | York Utd        | 39 | 27 | 11 | 6  | 10 | 34 | 34 | 0   |
|  | 5.   | Pacific         | 31 | 27 | 8  | 7  | 12 | 26 | 32 | -6  |
|  | 6.   | Vancouver FC    | 29 | 27 | 7  | 8  | 12 | 29 | 43 | -14 |
|  | 7.   | Valour          | 28 | 27 | 7  | 7  | 13 | 30 | 40 | -10 |
|  | 8.   | HFX Wanderers   | 27 | 27 | 6  | 9  | 12 | 35 | 42 | -7  |

      Qualificata alla CONCACAF Champions Cup 2025 e ai play-off per il titolo
      Qualificate ai play-off per il titolo
In caso di arrivo a pari punti:
1. Maggior numero di vittorie;
2. Differenza reti;
3. Gol fatti;
4. Differenza reti in trasferta;
5. Gol fatti in trasferta;
6. Differenza reti in casa;
7. Gol fatti in casa;
8. Minutaggio giocatori canadesi U-21
9. Lancio della moneta (2 squadre) o estrazione a sorte (3 o più squadre).

### Risultati

#### Tabellone
Ogni riga indica i risultati casalinghi della squadra segnata a inizio della riga, contro le squadre segnate colonna per colonna (che invece avranno giocato l'incontro in trasferta). Al contrario, leggendo la colonna di una squadra si avranno i risultati ottenuti dalla stessa in trasferta, contro le squadre segnate in ogni riga, che invece avranno giocato l'incontro in casa.

#### Prima fase (girone a/r)
|                 | ATO | CAV | FOR | HFX | PAC | VAL | VFC | YOR |
| --------------- | --- | --- | --- | --- | --- | --- | --- | --- |
| Atlético Ottawa | \   | 1-1 | 3-0 | 2-2 | 0-1 | 2-0 |     | 2-1 |
| Cavalry         | 1-1 | \   | 1-0 | 1-1 | 0-0 | 1-1 | 3-1 | 2-2 |
| Forge           |     | 2-1 | \   |     |     | 2-1 | 1-2 | 3-0 |
| HFX Wanderers   | 1-3 | 1-0 | 2-2 | \   | 0-0 | 1-2 | 4-0 | 1-2 |
| Pacific         | 0-1 | 1-1 | 0-0 | 1-0 | \   | 2-0 | 1-2 | 2-0 |
| Valour          | 0-2 | 0-1 |     |     | 2-3 | \   | 2-0 | 1-0 |
| Vancouver FC    | 1-1 | 0-0 | 3-3 | 2-0 | 2-1 | 4-1 | \   | 2-2 |
| York Utd        |     |     | 0-3 | 2-1 | 2-0 | 3-1 | 3-0 | \   |

Aggiornata al 11 luglio 2024 

#### Seconda fase (girone a/r)
|                 | ATO | CAV | FOR | HFX | PAC | VAL | VFC | YOR |
| --------------- | --- | --- | --- | --- | --- | --- | --- | --- |
| Atlético Ottawa | \   |     | 4-3 |     |     |     |     | 1-2 |
| Cavalry         |     | \   |     |     |     |     |     |     |
| Forge           |     |     | \   |     |     | 2-1 |     |     |
| HFX Wanderers   |     |     |     | \   |     |     |     |     |
| Pacific         |     |     |     |     | \   |     |     |     |
| Valour          |     |     |     |     |     | \   |     |     |
| Vancouver FC    |     |     |     |     |     |     | \   |     |
| York Utd        |     |     |     |     |     |     |     | \   |

Aggiornata al 11 luglio 2024 

## Play-off
Le prime cinque classificate della stagione regolare giocano i play-off col sistema Page. Le prime due classificate giocano una gara secca, chiamata semifinale 1, la cui vincente si qualifica per la finale con il diritto di giocarla in casa. La quarta e la quinta classificata della stagione regolare giocano il primo turno, la vincente gioca il secondo turno contro la terza classificata. La vincente del secondo turno gioca la semifinale 2 contro la perdente della semifinale 1, con in palio l'altro posto in finale.

### Tabellone
|  |             |             |             |               |                 |               |              |              |                 |                 |              |              |              |       |       |        |        |        |
|  | Primo turno | Primo turno | Primo turno |               |                 | Semifinale 1  | Semifinale 1 | Semifinale 1 |                 |                 | Semifinale 2 | Semifinale 2 | Semifinale 2 |       |       | Finale | Finale | Finale |
|  | Primo turno | Primo turno | Primo turno |               |                 | Semifinale 1  | Semifinale 1 | Semifinale 1 |                 |                 | Semifinale 2 | Semifinale 2 | Semifinale 2 |       |       | Finale | Finale | Finale |
|  |             |             |             |               |                 |               |              |              |                 |                 |              |              |              |       |       |        |        |        |
|  |             |             |             |               |                 |               |              |              |                 |                 |              |              |              |       |       |        |        |        |
|  | 1           | Forge       | 0           |               |                 |               | Cavalry      | Cavalry      | 2               |                 |              |              |              |       |       |        |        |        |
|  | 1           | Forge       | 0           |               |                 |               | Cavalry      | Cavalry      | 2               |                 |              |              |              |       |       |        |        |        |
|  |             |             |             | 2             | Cavalry         | 1             |              |              |                 |                 |              |              |              | Forge | Forge | 1      |        |        |
|  |             |             |             | 2             | Cavalry         | 1             |              |              |                 |                 |              |              |              | Forge | Forge | 1      |        |        |
|  |             |             |             |               |                 |               | Forge        | Forge        | 1               |                 |              |              |              |       |       |        |        |        |
|  |             |             |             |               |                 |               | Forge        | Forge        | 1               |                 |              |              |              |       |       |        |        |        |
|  |             |             |             | Secondo turno | Secondo turno   | Secondo turno |              |              | Atlético Ottawa | Atlético Ottawa | 0            |              |              |       |       |        |        |        |
|  |             |             |             | Secondo turno | Secondo turno   | Secondo turno |              |              | Atlético Ottawa | Atlético Ottawa | 0            |              |              |       |       |        |        |        |
|  |             |             |             |               |                 |               |              |              |                 |                 |              |              |              |       |       |        |        |        |
|  |             |             |             |               |                 |               |              |              |                 |                 |              |              |              |       |       |        |        |        |
|  |             |             |             | 3             | Atlético Ottawa | 2 (5)         |              |              |                 |                 |              |              |              |       |       |        |        |        |
|  |             |             |             | 3             | Atlético Ottawa | 2 (5)         |              |              |                 |                 |              |              |              |       |       |        |        |        |
|  | 4           | York Utd    | 2           |               |                 | 4             | York Utd     | 2 (4)        |                 |                 |              |              |              |       |       |        |        |        |
|  | 4           | York Utd    | 2           |               |                 | 4             | York Utd     | 2 (4)        |                 |                 |              |              |              |       |       |        |        |        |
|  | 5           | Pacific     | 0           |               |                 |               |              |              |                 |                 |              |              |              |       |       |        |        |        |
|  | 5           | Pacific     | 0           |               |                 |               |              |              |                 |                 |              |              |              |       |       |        |        |        |

### Primo turno
| Arbitro: | Mathieu Souaré |

|                        |           |  |
| León 47’ Babouli 90+2’ | Marcatori |  |

### Quarto di finale
| Arbitro: | Marie-Soleil Beaudoin |

|                                        |                      |                                         |
| Bassett 47’ Del Campo 92’ (rig.)       | Marcatori            | 90+4’ Jimoh 92’ Babouli                 |
| Đidić Tissot Del Campo Zapater Iliadis | Tiri di rigore 5 – 4 | Córdova Babouli Wright Botello Martínez |

### Semifinale 1
| Arbitro: | Yusri Rudolf |

|  |           |                 |
|  | Marcatori | 27’ Warschewski |

### Semifinale 2
| Arbitro: | Michael Venne |

|                    |           |  |
| Owolabi-Belewu 53’ | Marcatori |  |

### Finale
| Arbitro: | Renzo Villanueva |

|                                    |           |                       |
| Warschewski 32’ (rig.) Camargo 38’ | Marcatori | 52’ Achinioti-Jönsson |